# Głazne
Głazne (bułg. Глазне) – rzeka w południowo-wschodniej Bułgarii, prawy dopływ Iztoku w dorzeczu Mesty. Długość – 24,6 km, powierzchnia zlewni – 118,9 km², średni przepływ u ujścia – 2,03 m³/s. Zasilana wodami z topniejących śniegów, z deszczów i jeziorek górskich. Maksimum stanu wody wiosną, minimum – latem i jesienią. Wody używane do nawadniania, dawniej również do produkcji energii elektrycznej.
Głazne powstaje z połączenia rzeczek Demjanicy i Byndericy w centralnym Pirinie. Płynie na północny wschód przez miasteczko Bansko i uchodzi do Iztoku koło wsi Bańa.